# Individualbesteuerung
Individualbesteuerung bezeichnet eine Besteuerungsmethode, bei der das Einkommen jeder natürlichen Person einzeln besteuert wird.
Bei einem Modell der Individualbesteuerung wird die Höhe der Steuer nach dem Einkommen des Individuums, nicht nach dem zusammengerechneten Einkommen einer Veranlagungsgemeinschaft wie z. B. eines Ehepaares, festgesetzt. Die Einkommensteuerlast von Ehegatten ist bei einer Individualbesteuerung unabhängig davon, ob beide Partner Einkommen erzielen oder nur einer. Es besteht kein Unterschied zwischen Personen, die in einem Einpersonenhaushalt oder in einer Lebenspartnerschaft leben oder verheiratet sind.
Verschiedene Modelle einer Individualbesteuerung sehen zusätzlich einen übertragbaren Grundfreibetrag vor, die insbesondere eine Nichtanrechenbarkeit des Existenzminimums des nicht-erwerbstätigen Ehegatten sicherstellen soll.
Insgesamt betrachtet entsteht bei der Individualbesteuerung nur ein kleiner oder kein steuerlicher Vor- oder Nachteil durch den Familienstand der Ehe, je nach Ausprägung des Systems.

## Nationale Besonderheiten
Die Methode der Besteuerung in Schweden ist eine reine Individualbesteuerung.
Die Einkommensteuer in Österreich wird seit 1973 nach dem Prinzip der Individualbesteuerung erhoben, wobei zusätzlich familienbezogene Absetzbeträge (Alleinverdienerabsetzbetrag, Alleinerzieherabsetzbetrag, Kinderabsetzbeträge) zur Geltung kommen.

## Geschlechterpolitische Konsequenzen
Eine Individualbesteuerung verringert, selbst wenn ein Alleinverdienerabzug vorgesehen ist, im Vergleich zu Zusammenveranlagungs- oder Splittingsystemen die Anreize für die Rollenteilung im Haushalt. Im Gegensatz hierzu bieten Ehegattensplitting und Familiensplitting ähnliche Anreize für eine Rollenteilung. Dies trifft insbesondere auf Paare zu, in denen der Hauptverdiener pro zusätzlicher Zeitspanne mehr verdient als der Zweitverdiener mit geringerem Einkommen. Im Vergleich stützt die Individualbesteuerung Doppelversorgermodelle mit egalitärer Arbeitsteilung.
Befürworter der Individualbesteuerung in Österreich weisen darauf hin, dass die Individualbesteuerung im Rahmen des Zuverdienermodells verhindert, dass das Einstiegseinkommen des geringer verdienenden Ehepartners der Steuerprogression unterliegt. Somit würden Negativanreize für die Aufnahme einer Erwerbstätigkeit des Ehepartners vermieden. Statistisch betrachtet würde so im Vergleich zu Modellen des Ehegatten- oder Familiensplittings die Erwerbsintegration von Frauen gefördert.
Individualbesteuerung wird aufgrund der Anreize für eine Erwerbstätigkeit beider Partner als Mittel angesehen, um durch Vorgaben im Steuer- und Sozialsystem präventiv finanzielle (Übergangs-)Probleme bei Trennung und Scheidung zu entschärfen.

## Bewertung
Kritiker weisen darauf hin, dass eine Individualbesteuerung ohne Familienleistungs- oder -lastenausgleich die finanziellen Belastungen einer Familie nicht genügend berücksichtigen würden.
Bei einer grundlegenden Betrachtung dessen, was eine „familiengerechte Besteuerung“ sein kann, wird von vornherein deutlich, dass es unter einer progressiven Einkommensteuer nicht möglich ist, die Steuer in jeder Hinsicht „familiengerecht“ zu gestalten:
„Unter einer progressiven Einkommensteuer lassen sich Zivilstandsneutralität (kein Heiratsbonus, keine Heiratsstrafe) und horizontale Gerechtigkeit zwischen Haushalten (gleiche Steuerbelastung für Haushalte mit gleichem Gesamteinkommen) nicht simultan erreichen.“
Entsprechend weisen Befürworter darauf hin, dass die Individualbesteuerung die Zweitverdiener in der Ehe den Erstverdienern gleichstellt, während Kritiker der Individualbesteuerung darauf hinweisen, dass sie diejenigen Ehepaare benachteilige, bei denen ein Alleinernährer für das Familieneinkommen aufkomme, weil sie Ehepaare, bei denen sich ein Partner ganz oder großteils aus dem Arbeitsleben zurückzieht, bei gleichem Gesamteinkommen steuerlich stärker belaste als Ehepaare, bei denen beide ungefähr in gleicher Höhe zum Familieneinkommen beitragen.